# 就職情報会社
就職情報会社（しゅうしょくじょうほうかいしゃ）とは、採用意欲のある企業から仕事を請負い、採用ウェブサイトや入社案内などの採用広告を代理に制作する会社。

## 概説
上記の採用広告を制作するだけではなく、就職ナビサイトの企画運営、合同会社説明会の企画運営、適正テストの実施を行なう企業もある。

## 主な就職情報会社
求人広告適正化のための自主規制を行うために業界の有志が集まって発足した公益社団法人 全国求人情報協会に加盟している求人メディア企業が平成29年4月1日現在で65社ある。その中でも、１983年発足した日本就職情報出版懇話会に加盟しており、現在でも文部科学省、学生の就職・採用活動に携わる大学等関係団体、日本経済団体連合会等と協議し、就職・採用活動の現状を検証しているのが、以下の8社。
- アクセスネクステージ
- 学情
- ジェイ・ブロード
- ダイヤモンド・ヒューマンリソース
- キャリタス
- 文化放送キャリアパートナーズ
- マイナビ
- リクルートキャリア （社名のあいうえお順）

## その他
ビジネスモデルについては、ノンフィクション作家の恵比須半蔵が、その著書『あらゆる就職情報は操作されている』（扶桑社）にて、内実とともに詳述している。